# 도무스데마리아
도무스데마리아(Domus de Maria)는 이탈리아 사르데냐주 수드사르데냐도에 있는 코무네 (지방 자치체)로, 칼리아리에서 남서쪽으로 약 35 km (22 mi) 떨어져 있다.
도무스데마리아는 다음 지자체들과 접경한다: 풀라, 산타디, 테울라다.

## 같이 보기
- 카포 스파르티벤토 등대